# Тарасенко Василь Якимович
Васи́ль Яки́мович Тара́сенко (* 18 квітня 1907, Сосниця — 22 березня 2001) — український історик, дипломат. Доктор історичних наук, професор. Надзвичайний і Повноважний посланник ІІ класу.

## Життєпис
Народився 18 квітня 1907 році в смт Сосниця. У 1939 р. закінчив історичний факультет Київського педагогічного інституту.
З 1926 року, після закінчення Інституту професійної освіти, й до початку Другої Світової війни перебував на викладацькій роботі, а саме:
- 1926—1929 рр. — директор середньої школи в с. Кринички Дніпропетровської губернії;
- 1929—1931 рр. — директор агротехнікуму в м. Дніпропетровськ;
- 1932—1934 рр. — директор агротехнікуму в м. Новомосковськ Дніпропетровської області;
- 1934—1936 рр. — помічник голови Раднаркому Таджикистану;
- 1937—1941 рр. — директор Гуляйпільського педагогічного училища та інституту.

Учасник Другої Світової Війни у званні капітана. Демобілізований у зв'язку з пораненням. В жовтні 1942 — серпні 1944 р. — перебував на партійній роботі. У 1943—1945 р.р. — директор Запорізького педагогічного інституту.
З травня 1945 року — помічник наркома (міністра) закордонних справ УРСР. З серпня 1945 по січень 1946 рр. — представник Української РСР в Європейському комітеті Адміністрації допомоги і відновлення Об'єднаних Націй (ЮНРРА). З січня по листопад 1946 року представник Української РСР в Економічній і Соціальній Раді Організації Об'єднаних Націй. У 1946–1948 рр. — радник Посольства СРСР у США. Входив до складу делегацій України на Генеральній Асамблеї ООН, з 1948 року — керівник делегації України на Генеральній Асамблеї ООН. У 1948—1949 рр. — представник Української РСР в Раді Безпеки ООН. Був заступником міністра закордонних справ УРСР.
З 1950 по 1984 рр. — завідувач кафедри нової та новітньої історії Київського університету. Професор.
Його ім'я занесене до книги «Тисяча найвидатніших осіб у світовій історії», яка була видана в 70-ті роки минулого століття в США.
Помер 22 березня 2001 року. Похований на Байковому кладовищі столиці.

## Автор наукових праць
Автор праць із питань зовнішньої політики СРСР і міжнародних відносин у період після Другої світової війни.

## Роль Василя Тарасенка в утворенні держави Ізраїль
Василь Якимович Тарасенко був главою української делегації на позачерговій сесії Генеральної Асамблеї ООН та зіграв вирішальну роль під час голосування з питання утворення держави Ізраїль у травні 1948 року.
Вирішувалося питання про територію Палестини, що виходила з-під контролю Великої Британії. Велика Британія запропонувала створити там сумісну арабо-єврейську державу, СРСР і США виступили з пропозицією створення двох окремих держав: арабської і єврейської (СРСР прагнула до утворення соціалістичної держави на Близькому Сході). Саме сумісна американо-радянська пропозиція перемогла при голосуванні на сесії Генеральної Асамблеї 29 листопада 1947 року.
Але як тільки США вирішили підтримати англійський проект, більшість повинна була проголосувати за об'єднану державу. Остаточно доля Палестини вирішувалася 14 травня 1948 року. Всі вважали, що голосування вже вирішене наперед. За пропозицію СРСР готові були проголосувати тільки 6 держав. Остаточне рішення повинні були ухвалити до 18 години 14 травня 1948. У випадку, якщо голосування за якихось причин не відбудеться, в силу входило торішнє попереднє рішення: створення на території підмандатної Палестини двох держав — арабської і єврейської.
За 20 хвилин до кінця засідання головуючий, представник Аргентини, перервав виступ глави радянської делегації Андрія Громико — і оголосив про початок голосування за проектом резолюції, запропонованим Великою Британією.
І раптом, в обхід всіх правил і регламентів, представник України, делегат Василь Тарасенко, виступ якого не був запланований у порядку денному роботи сесії , — побіг до трибуни, викрикуючи щось англійською. «I want to state my point of you» («Я хочу поговорити про Вас»), — заявив він головуючому, не розуміючи, що сплутав слова: «point of you» замість «point of view» (точка зору).
Головуючий, угледівши в заяві загрозу, вибіг із залу за поліцією, а Тарасенко почав промову. Делегати погано розбирали його англійську. Вони ще не зрозуміли, що український дипломат тягне час. На початку сьомої повернувся з поліцією голова засідання пан Арсе і, подивившись на годинник, побачив, що ставити питання про Палестину на голосування не можна. Голосування після 18-ї години було б незаконним.
Коли пан Арсе мав намір вже оголосити закриття сесії, попросив слово глава делегації США генерал Осборн. Він попросив продовжити роботу сесії, що надало йому можливість знестися з президентом США Гаррі Труменом для обговорення ситуації, що склалася. Пропозиція генерала Осборна була прийнята. «Приблизно через 1,5—2 години, — згадує Тарасенко, — Осборн повідомив, що США переглянули свою позицію з палестинської проблеми і погоджуються з рішенням про утворення на території Палестини двох незалежних держав: єврейської та арабської».
Збулася двотисячолітня мрія сіоністів: євреї отримали свою державу в Палестині. Представнику України випала честь зробити у цю справу свій внесок. Того ж дня, 14 травня, в Тель-Авіві була проголошена незалежність держави Ізраїль.
Бен-Гуріон через Моше Шарета в розмові з ним по телефону в ніч з 14 на 15 травня 1948 передав українському дипломату від себе особисто та від уряду Ізраїлю подяку за виступ на засіданні спеціальної сесії Генеральної Асамблеї ООН, яке відіграло значну роль в долі Ізраїлю.
Крім того, Бен-Гуріон доручив Моше Шарету отримати від Тарасенко його згоду на присудження йому звання почесного громадянина Ізраїлю. Як зазначив тоді Моше Шарет, це був би перший випадок надання почесного громадянства представнику іноземної держави. Але, обговоривши з Тарасенко неминучі в ті часи для нього особисто і його сім'ї цілком передбачувані наслідки, вирішили, що буде розумно утриматися від такого кроку.

## Родина
Син, Олег Васильович Тарасенко (народився 6 квітня 1938 в місті Гуляйполе Запорізької області) — український науковець, доктор технічних наук. Донька Наталія. 
На запрошення Ізраїльського уряду Василь Тарасенко із своїм сином Олегом та донькою Наталією брали участь у святкуванні 50-річного ювілею єврейської держави в травні 1998 року.